# Osova, Iemilciîne
Osova (în ucraineană Осова) este un sat în comuna Velîka Țvilea din raionul Iemilciîne, regiunea Jîtomîr, Ucraina.

## Demografie
Componența lingvistică a localității Osova
     Ucraineană (99,47%)
     Alte limbi (0,53%)
Conform recensământului din 2001, majoritatea populației localității Osova era vorbitoare de ucraineană (99,47%), existând în minoritate și vorbitori de alte limbi.